# Сарајевска жичара
Сарајевска жичара или Требевићка жичара је жичара у Сарајеву, БиХ, која повезује Стари Град са планином Требевић.

## Историја
Сарајевска (Требевићка) жичара први пут је направљена 1959. године, а за јавност је отворена 3. маја 1959. године. Ова жичара спадала је у ред кабинских жичара са кружним током и фиксним кабинама. Имала је два челична ужета, једно вучно и друго носеће. На траси је било 8 решеткастих челичних стубова са рашчлањеним темељима. Од града на Требевић путовало се 12 минута, а у једноме сату долазило је 50 кабина. Имала је капацитет 400 путника по сату. Међутим, након доста година рада и поправака појавили су се озбиљни проблеми, због чега су значајне институције забраниле даље поправке жичаре. Такви проблеми јавили су се 1977, 1982, 1986, 1987, а посебно 18. новембра 1989. године када је даље поправке забранио институт ЗРМК из Љубљане.
Током Рата у Босни и Херцеговини, жичара је у потпуности срушена.

### Поновно отварање 2018. године
Након што је званично затворена 1989. године, Сарајевска жичара је поново почела са радом 2018. године. Жичара је реконструисана 2017. и 2018. године, а званично је поново отворена 6. априла 2018. године, на Дан града Сарајева. Направљен је нови систем са 33 кабине и капацитетом од 10 особа по кабини, који може превести до 1.200 путника од града до Требевића у сат времена, а путовање траје 9 минута. Кабине су у бојама олимпијских кругова — плавој, црвеној, жутој, зеленој и црној, док је једна у боји заставе БиХ, а остале су црне. Изглед и станице жичаре осмислио је сарајевски архитекта Муфид Гарибија.
Промотивна пјесма за жичару „Требевић опет силази у град” представљена је 23. марта 2018. године, а извели су је Хари Варешановић, Исмета Дервоз, Здравко Чолић и Јасна Госпић, некадашњи чланови групе Амбасадори.

## Галерија
- Поглед на жичару и Сарајево
- Поглед на Требевић са жичаре
- Поглед на Сарајево са жичаре
- Кабина експонат на полазној станици
- Сарајевска жичара 1982. године
- Натпис на долазној станици посвећен чувару првобитне жичаре убијеном за вријеме Рата у БиХ